# Lasse Møller
Lasse Møller (født 11. juni 1996) er en dansk håndboldspiller, som spiller for SG Flensburg-Handewitt og Danmarks herrehåndboldlandshold, som venstre back.

## Privatliv
Han er lillebror til SønderjyskE Håndbold's Mikkel Møller.